# Gmelin-Institut für Anorganische Chemie und Grenzgebiete
Das Gmelin-Institut für Anorganische Chemie und Grenzgebiete war ein Institut vor allem für Chemiedokumentation, das zuletzt seinen Sitz in Frankfurt am Main hatte. Es war nach Leopold Gmelin benannt, der Gmelins Handbuch der anorganischen Chemie begründete, das eines der Produkte des Instituts war. Das Institut wurde 1946 zunächst von der Kaiser-Wilhelm-Gesellschaft übernommen, seit 1948 war es ein Institut der Max-Planck-Gesellschaft, 1997 wurde es geschlossen.

## Geschichte und Aufgaben
Das Institut entstand 1922 aus einer Arbeitsgruppe der Deutschen Chemischen Gesellschaft. Nach dem Zweiten Weltkrieg hatte das Institut seinen Sitz in Clausthal-Zellerfeld in den ehemaligen Verwaltungsgebäuden des  Werk Tanne und wurde im Jahr 1946 von der Kaiser-Wilhelm-Gesellschaft übernommen, ab 1948 gehörte es zur Max-Planck-Gesellschaft zur Förderung der Wissenschaften e. V. Seit 1956 war der Sitz des Instituts das Carl Bosch Haus in Frankfurt am Main.
Von 1957 bis 1967 war das Institut dem Referat Atomkernenergie-Dokumentation (AED) angegliedert, das vom Bundesatomministerium finanziert und 1961 umbenannt wurde in Zentralstelle für Atomkernenergie-Dokumentation (ZAED).
Der Hauptzweck des Instituts und seiner bis zu 120 Mitarbeiter war die Herausgabe von Gmelins Handbuch der anorganischen Chemie und die Wartung und Aktualisierung der inhaltsgleichen Onlinedatenbank auf dem Datenbank-Host STN International, die ab 1984 erstellt wurden.
Ende 1997 wurde die Herausgabe des 'Gmelin' eingestellt und das Institut durch einen Beschluss des Senats der Max-Planck-Gesellschaft vom 14. November 1997 mit Wirkung zum 31. Dezember 1997 aufgelöst, nachdem eine Fusion mit dem FIZ Chemie gescheitert war. Zum Zeitpunkt der Auflösung arbeiteten noch rund 70 Personen im Institut.
Bis zur Einstellung der Herausgabe waren 760 Bände des Handbuchs mit rund 240.000 Seiten erschienen.
Die Datenbestände sind mit der Abfragesprache Reaxys recherchierbar, gemeinsam mit den Beständen der Datenbanken  Beilstein und Chemical Patents.
Neben dem 'Gmelin' wurden auch andere Produkte erstellt und vertrieben:
- ICSD – Inorganic Crystal Structure Database, die 1997 rund 36.000 Kristallstrukturen enthielt und auch über STN online und CD-ROM verfügbar ist.
- TYPIX Database – die 1997 rund 3.600 kritisch bewertete Datensätze von Strukturtypen anorganischer Verbindungen enthielt und mit denen man kristallographische Daten standardisieren und Beugungsdaten aus Pulveraufnahmen berechnen kann.
- GABCOM & GABMET „Abkürzungen von Verbindungen und Methoden aus Chemie und Physik“ eine in Deutsch und Englisch erschienene Sammlung von über 4000 Abkürzungen aus der Chemie und Physik (ISBN 978-3-540-93662-6 (dt.); ISBN 978-3-540-93653-4 (engl.)).

## Direktoren
- 1948–1967: Erich Pietsch
- 1969–1979: Margot Becke-Goehring
- 1979–1997: Ekkehard Fluck